# Fina García
Josefina García de Alcaraz Deu, detta Fina (Barcellona, 19 novembre 1953), è un'ex cestista spagnola.

## Carriera
Con la Spagna ha disputato tre edizioni dei Campionati europei (1974, 1976, 1980).